# Diaryléthène
 (26 septembre 2024).
Les diaryléthènes (DAE) sont des composés chimiques, organiques, caractérisés par des groupes fonctionnels aromatiques liés à chaque extrémité d'une double liaison carbone-carbone. Le stilbène et ses deux isomères géométriques constituent des exemples de diaryléthènes.
Les DAE sont photosensibles, ce qui signifie qu'elles peuvent changer de forme sous l'effet de la lumière, et ce de manière réversible. Ces changements s'accompagnent d'une modification de leurs propriétés physiques et chimiques, qui peut être exploitée dans divers domaines : l'optique non linéaire ; les matériaux intelligents (en permettant par exemple une adaptation selon l'environnement lumineux) ; l'étude et le contrôle de certains processus biologiques ; l'électronique moléculaire ; la médecine ; le stockage d'énergie.
Les diaryléthènes sont des molécules naturellement sensibles à l'air, à la lumière ou à la chaleur, ce qui complique leur manipulation et leur stockage, et limite leurs usages à quelques applications.

## Isomérisations

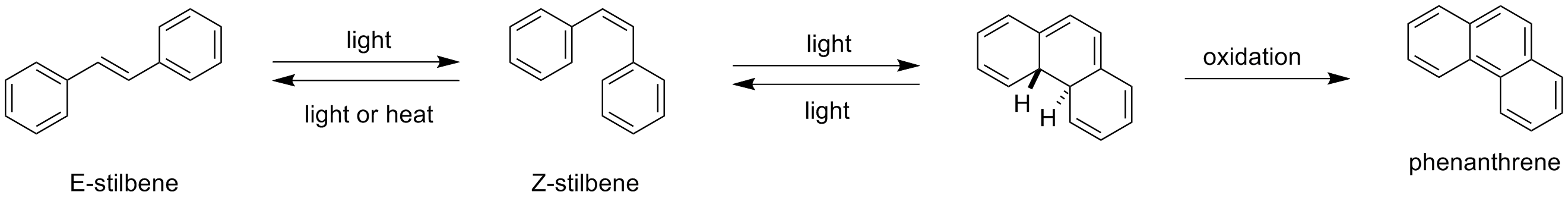
Isomérisations du stilbène sous l'influence de la lumière.

Sous l'influence de la lumière, les composés DAE peuvent généralement réaliser trois types d'isomérisations :
1. « Isomérisations E à Z » Les plus courantes pour les stilbènes (et les azobenzènes). Ce processus passe par un état excité minimum d'énergie où les cycles aromatiques se trouvent à 90° les uns par rapport aux autres. Cette conformation chute à l'état fondamental et se détend généralement vers les formes trans et cis dans un rapport 1:1, de nnant un rendement quantique pour l'isomérisation EZ est très rarement supérieur à 0,5.
2. « Électrocyclisations 6π de la forme Z » Ce processus mène à la formation d'une liaison supplémentaire entre les deux fonctionnalités aryles et à une rupture du caractère aromatique de ces groupes[2];. Le rendement quantique de cette réaction est généralement inférieur à 0,1 et, dans la plupart des diaryléthènes, la forme à cycle fermé est thermiquement instable et revient à la forme cis en quelques secondes ou minutes dans des conditions ambiantes. 
Après l'électrocyclisation 6π de la forme Z en forme « à cycle fermé », la plupart des diaryléthènes non substitués sont sujets à l'oxydation, conduisant à une ré-aromatisation du système π. L'exemple le plus courant est le (E)-stilbène, qui, après irradiation, subit une isomérisation E vers Z, qui peut être suivie d'une électrocyclisation 6π. 
La réaction du produit de cette réaction avec l'oxygène moléculaire donne du phénanthrène, et certaines études ont suggéré que la déshydrogénation pourrait même se produire spontanément. L'intermédiaire dihydrophénanthrène n'a jamais été isolé, mais il a été détecté spectroscopiquement dans des expériences de pompe-sonde en raison de sa bande d'absorption optique à longue longueur d'onde. Bien que l'isomérisation EZ et l'électrocyclisation 6π soient des processus réversibles, cette oxydation rend toute la séquence irréversible[2].
3. « Isomérisations thermiques » Dans l'isomérisation EZ, l'équilibre thermique se situe bien vers la forme transformée en raison de sa plus faible énergie (~15 kJ mol −1 dans le stilbène)[3]. L'énergie d'activation pour l'isomérisation thermique EZ est de 150 à 190 kJ.mol−1 pour le stilbène, ce qui signifie que des températures supérieures à 200 °C sont nécessaires pour isomériser le stilbène à une vitesse raisonnable, mais la plupart des dérivés ont des barrières énergétiques plus faibles (par exemple 65 kJ.mol−1 pour le 4-aminostilbène). L'énergie d'activation de l'électrocyclisation est de 73 kJ.mol−1 pour le stilbène.

Les deux premiers de ces processus peuvent être utilisés dans les commutateurs moléculaires et dans le photochromisme (changements d'état réversibles dus à l'exposition à la lumière),. Tous peuvent être utilisés pour des mécanismes répondant à des impulsions lumineuses, radio ou thermochimiques.

## Stabilisation de la forme cyclique fermée à l'oxydation
La forme cyclique des DAE est sensible à l'oxydation. Pour éviter cette réaction et stabiliser la forme, une solution consiste à remplacer les hydrogènes en ortho de la double liaison carbone-carbone par des groupes qui ne peuvent pas être éliminés lors d'une oxydation. Suivant les règles de Woodward–Hoffmann, la cyclisation photochimique 6π se déroule de manière conrotatoire, conduisant à des produits avec une configuration anti des substituants méthyles. Comme les deux groupes méthyles sont attachés à un centre stéréogène, deux énantiomères (R, R et S, S) se forment, normalement sous forme de mélange racémique. Cette approche présente a comme avantage que la fermeture thermique (disrotatoire) du cycle ne peut pas avoir lieu en raison d'un encombrement stérique entre les groupes de substitution.

## Dithiényléthènes

Interrupteur moléculaire dithiényléthène.

La substitution ortho des unités aromatiques entraîne une stabilisation contre l'oxydation. Mais, le plus souvent, la forme à cycle fermé présente encore une faible stabilité thermodynamique (par exemple, la durée de vie du 2,3-dimésityl-2-butène n'est que de 90 secondes à 20 °C). Ce problème peut être résolu en diminuant l’aromaticité du système. 
L'exemple le plus courant est celui des dithiényléthènes, c'est-à-dire des alcènes avec un cycle thiophène de chaque côté.
Les dérivés de dithiényléthène présentent divers types de réactions photochimiques secondaires, dont, par exemple, des réactions d'oxydation ou d'élimination de l'isomère à cycle fermé, et la formation d'un isomère à cycle annelé comme sous-produit de la réaction photochromique. Pour surmonter le premier, la position 2 des thiophènes est substituée par un groupe méthyle, empêchant l'oxydation de la forme fermée du cycle. Souvent aussi, les deux positions α libres sur la double liaison sont connectées dans un cycle à 5 ou 6 chaînons afin de verrouiller la double liaison dans la forme cis. Le dithiényléthène ne subit alors qu'une isomérisation en cycle ouvert-fermé, sans être confondu avec l'isomérisation EZ.
Grâce à de nouvelles découvertes montrant que la formation de sous-produits se produit probablement uniquement à partir de l'état excité singulet le plus bas,, une meilleure résistance (face à la lumière) des dithiényléthènes a été obtenue en attachant de petits « groupes sensibilisateurs de triplet » (groupe chimique pouvant transférer de l'énergie à une molécule pour la mettre dans un état excité triplet) au noyau diaryléthène via une liaison π-conjuguée.
Les dithiényléthènes sont également intéressants par le fait que leur isomérisation nécessite très peu de changement de forme. Autrement dit : leur isomérisation dans une matrice solide peut avoir lieu bien plus vite qu’avec la plupart des autres molécules photochromiques. Dans le cas de certains analogues, le comportement photochromique peut même être réalisé dans des monocristaux sans perturber la structure cristalline.

## Applications
En règle générale, les isomères à cycle ouvert sont des composés incolores, tandis que les isomères à cycle fermé ont des couleurs qui dépendent de leur structure chimique, en raison de la conjugaison étendue le long du squelette moléculaire. De nombreux diaryléthènes ont donc un comportement photochromique à la fois en solution et à l'état solide.
De plus, ces deux isomères diffèrent l'un de l'autre non seulement par leurs spectres d'absorption, mais aussi par diverses propriétés physiques et chimiques, telles que leur indice de réfraction, leur constante diélectrique et leur potentiel d'oxydoréduction.
Des chercheurs ont cependant trouvé des moyens d'optimiser certaines molécules de cette famille, les terarylènes, qui sont des diaryléthènes auxquels on a ajouté un troisième cycle aromatique qui rigidifie la molécule et modifie ses propriétés photochimiques. Ces terarylènes modifiés sont plus efficients (rendement quantique de photoréaction améliorés) et plus stable quand la température change ; ils ont potentiellement, de nombreuses usages nouveaux dans des domaines tels que l'optique non linéaire (commutateurs optiques ultra-rapides ou modulateurs, comme dans les verres de lunettes ou les vitres qui changent de couleur ou s'opacifient) ; certains matériaux intelligents (selon leur environnement lumineux) ; des outils pour étudier et/ou contrôler certains processus biologiques ; l'électronique moléculaire ; la médecine ; et même le stockage d'énergie (car les diaryléthènes peuvent absorber l'énergie lumineuse et la stocker sous forme d'énergie chimique, laquelle peut ensuite être libérée sous forme de chaleur).
Leurs propriétés de réactivité à la lumière peuvent être facilement contrôlées par isomérisation réversible entre les états à cycle ouvert et fermé à l'aide d'une photoirradiation. Les diaryléthènes ont donc été proposés et/ou utilisés et testées pour :
- une utilisation dans le stockage de données optiques et le stockage de données optiques 3D en particulier[12]. La forme fermée a un chemin conjugué d'une extrémité à l'autre de la molécule, alors que la forme ouverte n'en a pas. Cela permet d'activer et de désactiver la communication électronique entre les groupes fonctionnels attachés aux extrémités du diaryléthène à l'aide de la lumière UV et visible[12],[13] ;
- pour l'activation mieux contrôlée de photocommutateurs moléculaires (photoswitchs, utilisés pour contrôler de manière réversible certaines fonctions biologiques, via la lumière), et un éventuel usage pour le stockage temporaire d'énergie solaire (frange UV du spectre), via des photochromes[14], ou encore dans la construction et la commande de machines moléculaires, de détecteurs détecteurs de rayons X ultra-sensibles ;
- des usages dans le domaine des énergies renouvelables : les diaryléthènes transformés en  photochromes ont la capacité de changer de forme lorsqu'ils sont exposées aux UV solaires, et de stocker cette énergie sous forme de chaleur (un peu comme dans une batterie, mais pour conserver de la chaleur). On peut ensuite déclencher la libération de cette chaleur à la demande, en ajoutant le produit chimique adéquat. Selon un article (2024) sur cette approche dite MOST (MOlecular Solar Thermal) : de nouvelles molécules dites photoswitchs (dérivées de l'azobenzène dans le cas présent, et auxquelles on a ajouté des groupes chimiques spécifiques modifiant leurs propriétés) peuvent permettre de contrôler des fonctions biologiques à l'aide de la lumière. Ces molécules peuvent changer de forme sous l'influence de la lumière, et la vitesse de ce changement peut, dans une certaine mesure, être ajustée (la demi-vie des isomères Z peut être réglée de quelques millisecondes dans le sens push-pull, à plusieurs heures dans le sens push-push. Elles pourraient être utiles dans divers domaines de la biologie et de la médecine, notamment pour photomoduler, de manière réversible, des activités biologiques, ou des propriétés chimiques, biologiques ou pharmacologiques de molécules[15]. Des copolymères photocommutables ont été produits (fondés sur un ligand à base de diaryléthènes portant deux groupements pendants pyridines (Py-DAE-Py)[16].

Ces molécules pourraient aussi éventuellement, dans le futur, améliorer l'efficacité de panneaux solaires (en leur permettant d'aussi d'exploiter la partie UV de l'énergie solaire le jour, pour la stocker dans ces photochromes, puis la relâche la nuit pour chauffer des logements ou répondre à d'autres besoins de chaleur. Le « combustible MOST » a une forte densité d'énergie, permettant un dégagement de chaleur important, « avec une cycloréversion par dissociation des liaisons à des niveaux équivalents à la photosynthèse artificielle sans impact environnemental ».